# Псковская губерния (газета)
«Псковская губерния» — еженедельная региональная общественно-политическая газета, издаваемая на территории Псковской области. Выпускается с августа 2000 года. С 2020 года стала электронным периодическим изданием, но не было зарегистрировано Роскомнадзором.
Издатель газеты до 2020 года — ООО «Свободное слово». С 30 ноября 2016 года по 2019 год выпускал на территории Псковской области газету «Московский комсомолец в Пскове».
В 2015 году газета удостоена международной премии «Свобода слова» имени Герда Буцериуса.

## Формат газеты
«Псковская губерния» выходит один раз в неделю на 16 полосах. Формат разворота газеты — A2. Полосы — A3. По состоянию на 25 июля 2017 года общий тираж газеты составляет 5500 экземпляров.
С июня 2016 года издание перешло на работу в онлайн-формате, на сайте появилась информационная лента с эксклюзивными новостями региона и России. Средняя еженедельная аудитория сайта — 16-18 тысяч уникальных пользователей.
В 2016 году предыдущий учредитель и издатель газеты — АНО «Свободное слово» — был включён в реестр НКО — «иностранных агентов».
С февраля 2020 года газета на бумаге не выходит.
В марте 2021 года у «Псковской губернии» отозвали лицензию СМИ. 4 августа 2021 года Роскомнадзор отказался зарегистрировать газету из-за статуса «иноагента» у главного редактора газеты Дениса Камалягина.

## Коллектив газеты
ООО «Свободное слово» в конце 2016 года сформировало объединённую редакцию, которая выпускает газеты «Псковская губерния» и «МК в Пскове». На старте проекта «МК в Пскове» возглавил главный редактор «Псковской губернии» Денис Камалягин, 17 мая 2017 года на этом посту его сменил обозреватель «Псковской губернии» Павел Дмитриев. На 2018 год [когда?] в составе объединённой редакции работали Денис Камалягин, Павел Дмитриев, Владимир Капустинский, Людмила Савицкая, Ольга Миронович, Алексей Семёнов, Светлана Прокопьева.
28 декабря 2020 года Минюст России включил главного редактора «Псковской губернии» Дениса Камалягина в реестр СМИ — «иностранных агентов». 7 мая 2021 года Псковский городской суд утвердил решение Минюста, при этом выяснилось, что он был включён в связи с публикациями в изданиях «Север.Реалии» (филиал Радио «Свобода», включённого в реестр СМИ — «иностранных агентов»), «Давыдов.Индекс», «Псковская лента новостей» и «Псковская губерния». Из трёх текстов в издании «Север. Реалии», по которым Камалягина внесли в реестр, два имеют другого автора, Людмилу Савицкую, а Камалягин в них фигурирует как герой репортажа. Минюст также утверждает, что Камалягин получал деньги за работу на Радио «Свобода».
5 марта 2022 года после вступления в силу закона о военной цензуре в редакцию издания пришли полиция и ОМОН, которые изъяли у редакции всё оборудование — более 50 единиц техники: причиной стала анонимная жалоба жительницы Пскова в связи с призывами принять участие в несанкционированных акциях протеста. В тот же день сайт издания был заблокирован Роскомнадзором: причиной стала якобы недостоверная информация о действиях вооруженных сил РФ на Украине на одной из страниц сайта (фильм с комментариями жителей Украины о первых днях войны). 9 марта сайт был заблокирован повторно: на этот раз Роскомнадзор заблокировал главную страну сайта. Кроме того, по требованию Роскомнадзора обслуживание сайта прекратила и хостинговая компания Ру-Центр.
16 марта 2022 года главный редактор издания Денис Камалягин и ещё несколько сотрудников покинули Россию: сотрудники издания заявили о рестарте работы из-за рубежа в мае 2022 года. Он получил постоянный вид на жительство в Латвии, где планирует продолжать свою работу журналиста.
18 марта в Пскове у сотрудников «Псковской губернии» и местных оппозиционных политиков прошли обыски в рамках уголовного дела по клевете на губернатора Псковской области Михаила Ведерникова.
15 апреля экс-обозреватель «Псковской губернии» писатель Алексей Семёнов был внесён в реестр СМИ — «иностранных агентов».

## Расследование похорон российских солдат в 2014 году
25 августа 2014 года газета первой опубликовала информацию о закрытых похоронах в Выбутах (под Псковом) военнослужащих-контрактников 76-й гвардейской десантно-штурмовой дивизии Леонида Кичаткина и Александра Осипова, погибших на минувшей неделе «при невыясненных обстоятельствах». В издании была высказана версия о том, что погибшие могли принимать прямое участие в вооружённом конфликте на востоке Украины на стороне противников украинских властей, где и были убиты.
Журналисты, занимавшиеся этим делом, получали угрозы и подверглись нападению возле кладбища. А 29 августа 2014 года на Л. М. Шлосберга, возвращавшегося домой из офиса, напали со спины трое неизвестных. Его избили тупыми предметами, нанося удары по голове и животу. Л. М. Шлосберг был госпитализирован, у него были диагностированы черепно-мозговая травма, временная амнезия, перелом носа и множественные гематомы лица.
17 мая 2019 года в Санкт-Петербурге Лев Шлосберг представил книгу «Россия и Украина. Дни затмения», которая была написана сотрудниками «Псковской губернии». Книга является сборником журналистских материалов, опубликованных в «Псковской губернии» с февраля 2014 по октябрь 2017 гг.
5 марта 2022 года, вскоре после начала вторжения России на Украину, в редакции прошёл обыск в связи с административным делом о том, что в редакции якобы призывали на антивоенный митинг. 6 марта стало известно, что сайт издания заблокирован в России.

## Премии и награды газеты и журналистов
В 2011 году Лев Шлосберг стал лауреатом высшей профессиональной награды Союза журналистов России «Золотое перо России» за ряд публикаций, посвящённых 10-летию гибели 6 роты 76-й (Псковской) воздушно-десантной дивизии. В 2014 г. Л. Шлосберг стал финалистом премии имени Андрея Сахарова «За журналистику как поступок».
В 2004 году Валентин Чесноков стал лауреатом премии «Золотой гонг» Альянса руководителей региональных СМИ России в номинации «Расследование года» за цикл материалов об отношениях власти и собственности в Псковской области.
В 2011 году «Золотого гонга» удостоен Лев Шлосберг — в номинации «Неизвестный солдат» за статьи о жилой застройке на месте концлагеря «Шталаг-372».
- Национальная премия в области печатной прессы «Искра» — 2009 в номинации «Журналистское расследование». Лев Шлосберг.
- Конкурс «СЕЗАМ»-2008 в номинации «Коллектив года в региональной журналистике». «Псковская губерния».
- Конкурс «СЕЗАМ»-2011 в номинации «Медиапроект года». Марина Сафронова.